# 菊池良子
菊池 良子 (きくち りょうこ、1984年6月27日 - )は、圭三プロダクション所属のフリーアナウンサー、リポーター。福岡県久留米市出身。身長：158cm。

## 人物
- 大学生時代は野球部マネージャーをしていた。父親は医者。
- 趣味はスポーツ観戦、マラソン、旅行、ゴルフ、ベリーダンス、4コマを書く、おつまみレシピ、部屋での快適グッズ集め、入浴剤集め
- 特技は栄養バランスの良い料理作り、気持ちを4コマで表現、思い立ったらすぐ行動、寝てリセット、フラフープ
- 栄養士免許、秘書検定2級、普通自動車免許の資格を持っている。

## 現在の出演番組
- Tokyoほっと(テレビ東京)  情報リポーター
- 汐留TV!～こちら、汐テレ★さきどり女子部(BS日テレ)
- ねりまほっとライン(J:COMチャンネル)
- こんにちは荒川区(TCNマイチャンネルあらかわ)
- 葭葉ルミと森末慎二の らく・ごる（テレビ長崎）

## 主な経歴
- 元・テレビ長崎（KTN）契約リポーター
- 元・NHK山口放送局契約アナウンサー
- 元・サガテレビ（STS）契約アナウンサー
- KTN できたてGopan リポーター
- KTNテレビ music k channel MC
- NHK山口 情報維新やまぐち メインキャスター
- NHK山口 高校野球地区大会 スタンドリポーター
- STSテレビ かちかちワイド メインMC
- STSテレビ FNS27時間テレビ　歌へ夕自慢」佐賀代表
- STSテレビ Jリーグ中継 サガン鳥栖担当リポーター
- 日テレ news every.リポーター
- 日テレ ヒューマンルーレット フリーアナウンサー特集
- サガテレビ いいものプレミアム リポーター
- WEB わくわく保育ネットワーク
- 踊る踊る踊る！さんま御殿!!（2019年10月1日、日本テレビ）
- テレビ広報まるごと府中(J:COM 東京)  キャスター
- デイリーニュース(中野･杉並/港･新宿）(J:COM)